# DanskOase
DanskOase er en kirkelig netværksorganisation tilknyttet Folkekirken, stiftet i 1989.
Baggrunden for stiftelsen var den karismatiske bevægelses anliggender om Helligånden og nådegaverne. I tre år før stiftelsen mødtes præster til et konvent i Vejen for at drøfte, hvordan de kunne tænke den nye organisation. Resultatet blev stiftelsen af DanskOase som en paraplyorganisation med ledelse af cirka 12 præster og lægfolk.
DanskOase holder hvert år sommerstævnet SommerOase med enkeltpersoner og grupper fra hele landet. Ugen byder bl.a. på lovsang, undervisning, seminarer, koncerter, børneaktiviteter og ungdomsevents. Lovsangen udgives på cd. Endvidere udgives OaseMagasinet fire gange om året med et årligt oplag 3.800 eksemplarer.

## Børn og unge
Et børne- og ungdomsarbejde blev opbygget med lokale foreninger. Børne- og ungdomsafdelingen afholdt bl.a. nationale ungdomslejre. I dag er Børne- og UngdomsOase en selvstændig stadigt voksende organisation, der arbejder tæt sammen med DanskOase.
En stor del af arbejdet ligger i de årlige lejre og events: Børne og ungdomsspor på SommerOase, LederOase, PåskeOase og lokale events.

## Menigheder

### Silkeborg Oasekirke
Oasefællesskabet i Silkeborg blev dannet som en frimenighed i 1998. Menigheden skiftede i 2012 navn til Silkeborg Oasekirke.
Kirken holder til i Arena Centret. Foruden gudstjeneste arbejder kirken med diakoni og arbejde blandt børn og unge.
Frimenigheden har medio 2012 syv fastansatte, tre frivillige og et menighedsråd. Kirkens præst er Ruben Dalsgaard.

### Holstebro Oasekirke
Holstebro Oasekirke startede i 2005 som en frimenighed med navnet "Holstebro Frimenighed". I 2014 skiftede menigheden navn til Holstebro Oasekirke. 
Kirken holder til på Holstebro Kristne Friskole og har ca. 100 kirkegængere. Udover gudstjeneste har kirken børnearbejde. Kirken ansatte pr. 1. februar 2010 Peter Sode Jensen som præst.
Flg. kirker/menigheder er tilknyttet netværket:
Bethlehemsfællesskabet (Nørrebro), Byens Valgmenighed (København), Fyns Valgmenighed, Fårevejle Frimenighed, Horsens Valgmenighed, Josvafællesskabet (Aalborg), Karlslunde Strandkirke, Kernefællesskabet (Øster Snede), Kernehuset (Vejle), Klyngefællesskabet Esbjerg, Kolding Valgmenighed, Københavns Frimenighed, Midtjyllands Valgmenighed, Oase Sønderjylland, Odder Frimenighed, Randers Frimenighed, Vejle Frimenighed, Aalborg Valgmenighed og Aarhus Valgmenighed.